# Atentados terroristas no Metropolitano de Moscovo de 2010
Os atentados terroristas no Metropolitano de Moscovo de 2010 foram dois atentados à bomba causados por terroristas suicidas, alegadamente duas mulheres e que ocorreram na manhã de 29 de março de 2010 no Metropolitano de Moscovo nas estações de Lubyanka e Park Kultury.
As primeiras notícias apontavam para a existência de 32 mortos neste duplo atentado mas posteriormente esse número foi elevado para 37 mortos, de acordo com notícias oficiais, 25 das quais na estação Lubyanka. A BBC noticiou às 6h18m (GMT) que morreram 15 pessoas na segunda explosão. Há ainda dezenas de passageiros feridos.
Aparentemente os atentados eram destinados a insultar os serviços de segurança, que tem sido defendida pelo presidente Vladimir Putin desde que assumiu o poder na Rússia. Uma vez que, o primeiro ocorreu na estação Lubyanka, ao lado da sede do Serviço Federal de Segurança, também conhecido como o FSB,[carece de fontes?] a agência sucessora da KGB da era soviética que foi liderado por Putin no final de 1990.
A jornalista Yulia Shapovalova, apresentadora da emissora da TV Today da Rússia, estava na estação de Lubyanka no momento da explosão:
"Não era muito alto, mas foi bastante intenso, bastante poderoso. Eu podia sentir a vibração no ar." Yulia Shapovalova
Em Setembro de 1999, a Rússia foi palco de uma série de explosões que atingiram quatro blocos de apartamentos nas cidades de Buynaksk, Moscovo e Volgodonsk, matando 293 pessoas e ferindo 651.
| Nacionalidade | Mortos | Hospitalizados |
| ------------- | ------ | -------------- |
| Rússia        | 37     | 75             |
| Tajiquistão   | 3      | 1              |
| Malásia       | –      | 3              |
| Quirguistão   | –      | 1              |
| Filipinas     | –      | 1              |
| Israel        | –      | 1              |
| indefinido    | 4      | 3              |
| Total         | 39     | 85             |